# Lemförde
Lemförde é um município da Alemanha localizado no distrito de Diepholz, estado da Baixa Saxônia.
É membro e sede do Samtgemeinde de Altes Amt Lemförde.